# Виноградов, Николай Григорьевич
Николай Григорьевич Виноградов  (1912—1980) — советский хозяйственный, государственный и политический деятель, Герой Социалистического Труда.

## Биография
Родился в 1912 году в Калязине. Член ВКП(б) с 1940 года.
С 1938 года — на хозяйственной, общественной и политической работе. В 1938—1980 гг. — мастер, начальник участка, заместитель начальника производства на заводе № 69 Наркомата вооружения СССР, заместитель начальника производства завода № 393 Министерства вооружения СССР, начальник производства завода № 233, начальник планово-производственного отдела 2-го Главного управления Министерства вооружения, директор завода № 233, директор завода № 589 и начальник Центрального конструкторского бюро № 589 Министерства оборонной промышленности СССР, начальник Главного управления Министерства оборонной промышленности СССР.
Указом Президиума Верховного Совета СССР от 17 июня 1961 года присвоено звание Героя Социалистического Труда с вручением ордена Ленина и золотой медали «Серп и Молот».
Умер в Москве в 1980 году.